# Dzwonkówka liliowotrzonowa

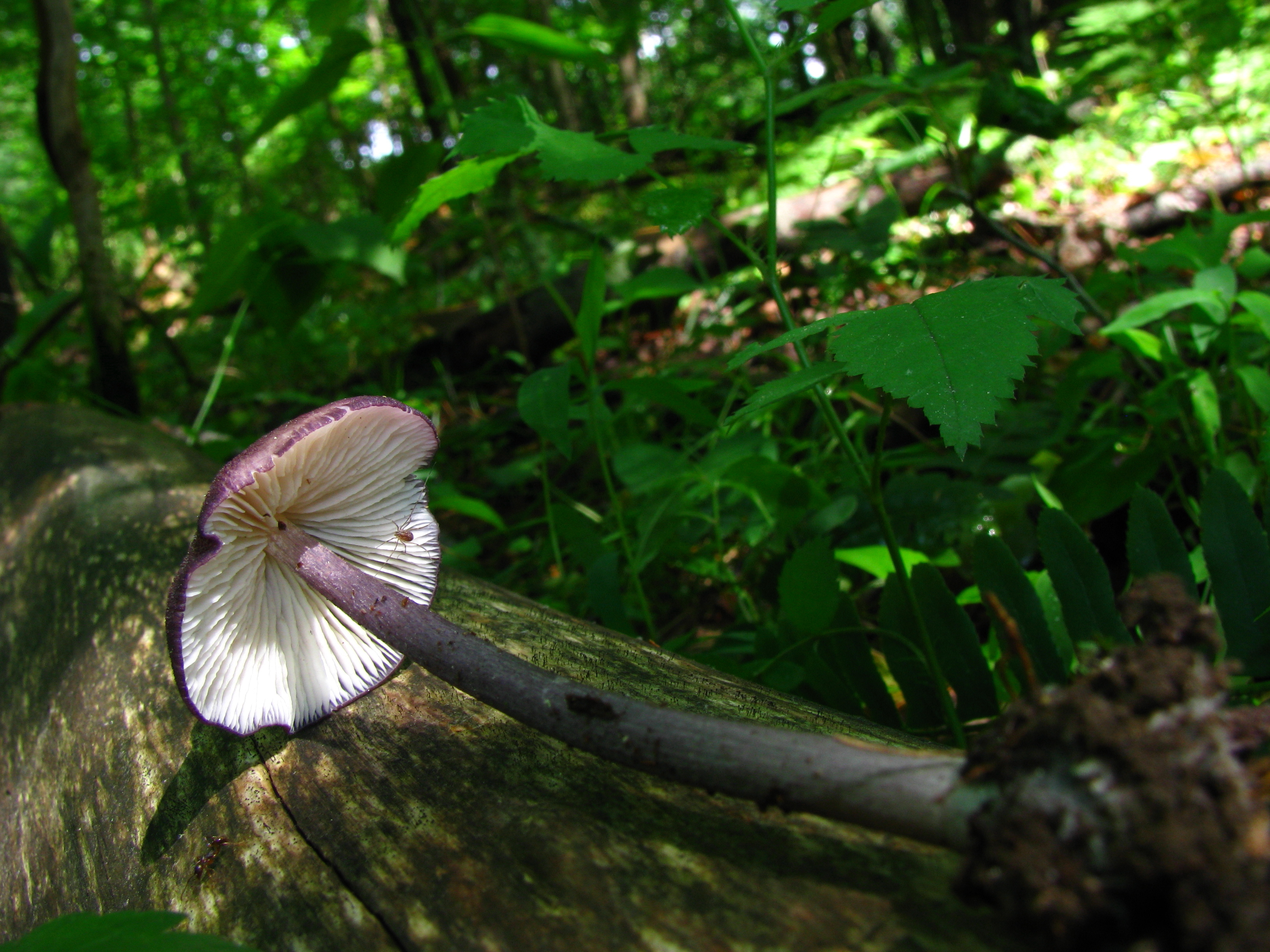

Dzwonkówka liliowotrzonowa (Entoloma allochroum Noordel.) – gatunek grzybów z rodziny dzwonkówkowatych (Entolomataceae).

## Systematyka i nazewnictwo
Pozycja w klasyfikacji według Index Fungorum: Entoloma, Entolomataceae, Agaricales, Agaricomycetidae, Agaricomycetes, Agaricomycotina, Basidiomycota, Fungi.
Po raz pierwszy takson ten opisał w 1982 r. Machiel Evert Noordeloos w ogrodzie w Holandii. Polską nazwę zarekomendowała w 2025 roku Komisja ds. Polskiego Nazewnictwa Grzybów Polskiego Towarzystwa Mykologicznego.

## Morfologia
Kapelusz
Średnica 25–40 mm, początkowo stożkowaty z nieco podwiniętym brzegiem, w końcu wypukły z garbkiem i prostym brzegiem, słabo higrofaniczny; w stanie wilgotnym lekko prześwitujący i prążkowany tylko na brzegu lub bez prążkowania. Powierzchnia całkowicie aksamitna, przechodząca we włóknisto-łuskowatą z liliowym odcieniem, z szarobrązowymi łuskami na raczej bladym, różowo-szarym tle.
Blaszki
Dość gęste, przyrośnięte do wolnych, brzuchate, początkowo blado brudnokremowe lub szarawe, potem brązowaworóżowe. Ostrza nieco nieregularne, tej samej barwy.
Trzon
Wysokość 40–70 mm, grubość 3–6 mm, cylindryczny, u nasady szerszy. Powierzchnia bladofioletowa z ciemniejszym, fioletowo-purpurowym włókienkami, a zwłaszcza w górnej połowie również drobno łuskowaty, u podstawy brudnobiały, owłosiony.
Miąższ
W kapeluszu blado brązowoszary, u podstawy trzonu blado brudnożółtawy. Zapach i smak niewyraźny.
Cechy mikroskopowe
Podstawki 4-zarodnikowe, ze sprzążkami. Zarodniki 9–12,5 × 7–9,5 µm, Q = 1,15–1,5, w widoku z boku 6–9–kątne, o raczej ostrych kątach, stosunkowo grubościenne. Krawędź blaszek częściowo płodna, częściowo sterylna. Cheilocystydy 30–55 × 5–10 µm, nieregularnie cylindryczne do wygiętych, septowane, często lekko grubościenne, rozproszone wśród podstawek. Strzępki w skórce typu trichoderma z nabrzmiałymi elementami końcowymi o szerokości do 40 µm szerokości. Pigment brązowo-fioletowy, wewnątrzkomórkowy. Sprzążki liczne.
Gatunki podobne
Dzwonkówka szaroniebieskawa (Entoloma griseocyaneum), dzwonkówka kosmatotrzonowa (entoloma hirtipes), dzwonkówka gromadna (Entoloma sodale), strzępiak szaroliliowy (Inocybe griseolillacea).

## Występowanie i siedlisko
Występuje w kilku krajach Europy i na pojedynczych stanowiskach w Ameryce Północnej i Afryce. Brak go w wykazie wielkoowocnikowych grzybów podstawkowych Polski Władysława Wojewody z 2003 r., po raz pierwszy jego stanowiska w Polsce podano w 2019 r. Aktualne stanowiska podaje także internetowy atlas grzybów. Znajduje się w nim na liście gatunków zagrożonych i wartych objęcia ochroną.
Grzyb naziemny, występujący w liściastych lasach i parkach na próchnicy. Owocniki tworzy głównie od sierpnia do października.